# Dong Fangzhuo
Pour les articles homonymes, voir Dong.
Dans ce nom chinois, le nom de famille, Dong, précède le nom personnel.
Dong Fangzhuo, né le 23 janvier 1985 à Dalian, est un footballeur international chinois. Il occupe le poste d'avant-centre.

## Biographie

### Débuts professionnels en Chine
Dong Fangzhuo se fait remarquer en 2000, lorsqu'il est nommé meilleur joueur d'un tournoi national des moins de dix-sept ans. Il signe alors au Dalian Saidelong, l'un des nombreux clubs de sa ville natale, et intègre l'effectif professionnel en 2002. En seconde division, il aide son équipe à terminer à la deuxième place, et ainsi à être promue en Jia-A League. Ses statistiques sont impressionnantes, Dong ayant réussi à inscrire vingt-cinq buts en seize rencontres. Il rejoint alors le Dalian Shide, l'un des clubs les plus populaires en Chine. Il y éprouve plus de mal à s'imposer et à marquer. En une saison, il ne dispute que neuf matches, et ne trouve le chemin des filets qu'une seule fois, en phase de groupes de la Ligue des champions de l'AFC contre l'Osotsapa FC.

### Arrivée tourmentée en Europe
En janvier 2004, Dong signe à Manchester United, qui dépense près de trois millions de livres pour s'attacher ses services. Il devient ainsi le premier joueur chinois de United, et l'un des plus chers transferts de l'histoire du championnat chinois. Mais comme Souleymane Mamam, le milieu de terrain togolais, il est prêté au Royal Antwerp Football Club, club partenaire de Manchester, dès son arrivée, n'ayant pas reçu de permis de travail, indispensable pour jouer en Angleterre.
En Belgique, il dispute quelques matches de première division. À la peine en Jupiler League, Anvers termine à la dernière place du classement. La relégation fait partir de nombreux joueurs, et Dong en profite pour s'installer dans l'équipe. Il effectue des débuts de saison tonitruants, trouvant le filet dans six de ses sept premières apparitions, à chaque fois disputées en tant que remplaçant. Toutefois, perturbé par des blessures et de nombreux déplacements en Chine pour rejoindre les équipes de jeunes, il perd de sa forme, et ne marque plus. Il termine 2005 avec vingt-deux matches toutes compétitions confondues. Dong Fangzhuo est sélectionné pour participer à la coupe du monde des moins de vingt ans. Sur les quatre matches de son équipe, il en dispute trois, et s'arrête aux huitièmes de finale, alors que les Chinois avaient fini premiers de leur groupe avec neuf points pris sur neuf possibles. Cette même année, il dispute son premier match avec l'équipe senior de Chine.
En début de saison suivante, il est rappelé par Manchester United pour sa préparation estivale, qui a lieu en Asie. Avec le numéro quarante-trois dans le dos, il fait ses débuts non officiels contre une équipe de Hong Kong, et marque son premier but. Malgré des entrées en jeu intéressantes et notamment son triplé contre le Milan AC de Perototo en Coupe des Pégus, il retourne en Belgique, et termine meilleur buteur de son équipe et deuxième meilleur scorer de la seconde division derrière Kristof Arys du Red Star Waasland, avec dix-huit buts inscrits. En 2006, il rejoint de nouveau les Red Devils pour une tournée de pré-saison en Afrique du Sud. Contre les Kaizer Chiefs, il marque le but vainqueur. Alex Ferguson remarque « sa vitesse et sa force athlétique », et espère pouvoir le compter dans son effectif en décembre 2006. Plusieurs médias anglais rapportent qu'il pourrait prendre la nationalité belge. Il trouve pour la première fois le chemin des filets internationalement, contre la Suisse en match amical. Performant en Belgique, il prend part aux matches de qualifications pour la Coupe d'Asie des nations 2007. 
Il commence la saison 2006-2007 de la même manière que la précédente, marquant onze buts en quinze matches. Le 15 décembre 2006, presque trois ans après sa signature à Manchester, Dong reçoit son permis de travail pour le Royaume-Uni, aidé par le fait qu'il ait disputé plusieurs matches avec la sélection chinoise au cours des deux années précédentes,. Éligible pour la Premier League, il est donc appelé par Sir Alex et United, qui lui propose un nouveau contrat portant jusqu'en 2010. Il pose les pieds à Manchester le 17 janvier 2007 et reçoit le numéro vingt-et-un. Il fait ses débuts à Old Trafford lors d'un match caritatif face à un onze européen, le 13 mars. Il remplace Alan Smith à la soixante-douzième minute de jeu, lors de la victoire quatre buts à trois de son club. Il est ensuite régulièrement appelé avec la réserve de Manchester United. Le 9 mai, Dong fait ses débuts en Premier League contre Chelsea à Stamford Bridge, associé à Ole Gunnar Solskjær. Le 12 décembre, il fait sa première apparition en Ligue des champions contre la Roma, remplaçant Wayne Rooney. Avec ce match, Dong devient le deuxième joueur chinois à participer à la Ligue des champions, le premier étant Sun Xiang près d'un an auparavant. Toutefois, il ne fait qu'une nouvelle apparition avec le club lors du reste de la saison 2007-2008, en jouant tout le match contre Coventry City, en League Cup.
Avant le début de la saison 2008-2009, Dong ne fait pas partie de la liste des joueurs de l'équipe première, Rafael da Silva récupérant son numéro de maillot. Le 28 août 2008, Manchester United met fin avec son accord au contrat du joueur, lui permettant de trouver une place dans une autre équipe,.
Oublié par son sélectionneur en 2008, Dong est couché sur la liste des vingt-deux appelés pour les Jeux olympiques d'été disputés dans son pays. Placée dans un groupe assez difficile, la Chine entame la compétition par un match contre l'équipe la plus faible, la Nouvelle-Zélande. Alors que les Chinois sont menés au score d'un but, Yin Tiesheng décide de faire entrer Dong en jeu à la soixante-dix-neuvième minute à la place de Han Peng. Moins de dix minutes plus tard, le joueur égalise et permet au peuple chinois de gagner son premier point. Trois jours plus tard, face à la Belgique, Dong rentre à la mi-temps. Contre l'ogre brésilien, il est titularisé pour la première fois, et quitte les Jeux olympiques à la soixante-douzième minute, remplacé par Gao Lin.

### Retour en Chine
Le 27 août 2008, Dong s'engage avec le Dalian Haichang, nouveau nom du Dalian Shide, son ancien club. Il hérite du numéro neuf, que portait Hao Haidong, grande figure du club aux cent quinze sélections. Sortant d'une mauvaise expérience en Angleterre, il espère se relancer dans un championnat qui lui est plus familier. Mais contrairement aux espérances du joueur et des supporters, ses performances sont très moyennes voire décevantes. N'arrivant pas à marquer le moindre but, il est relégué en équipe réserve.

### Deuxième séjour en Europe
En janvier 2010, il rejoint le groupe professionnel du Legia Varsovie en stage en Espagne, pour y effectuer un essai de plusieurs semaines, la compétition n'ayant pas encore repris en Pologne. Après plusieurs matches, il signe le 23 février un contrat le liant au Legia un an et demi, avec deux années supplémentaires en option. À court de forme, il ne joue pas les premiers matches, et fait son apparition le 13 mars dans la liste des dix-huit joueurs emmenés à Bytom. Remplaçant, il assiste du banc à la domination du Polonia. À la soixante-neuvième minute, il prend la place de Miroslav Radović, et voit deux minutes plus tard les hôtes ouvrir le score. Pas assez compétitif selon l'entraîneur, il est mis sur le banc, puis en équipe réserve, avec laquelle il joue deux matches en fin de saison. Finalement, son contrat est résilié le 1er août 2010.

### Suite de la carrière
Sur les recommandations de son ex-coéquipier Cristiano Ronaldo en personne, le club portugais de Portimonense l'engage pour un an. Mais de nouveau, il ne se montre pas à son avantage, et ne joue que quatre matches en une demi-saison. Il s'engage ensuite au Mika Ashtarak en Arménie.
Le 1er décembre 2012, Dong retourne en Chine et signe un contrat de deux ans avec Hunan Billows F C, un club base à Changsha et qui évolue en Championnat de Chine de football D2.